# Qingling (köping i Kina, Jilin)
Qingling (kinesiska: 庆岭镇, 庆岭) är en köping i Kina. Den ligger i provinsen Jilin, i den nordöstra delen av landet, omkring 140 kilometer öster om provinshuvudstaden Changchun. Antalet invånare är 16 430. Befolkningen består av 7 811 kvinnor och 8 619 män. Barn under 15 år utgör 12,0 %, vuxna 15-64 år 76 %, och äldre över 65 år 10,0 %.
Genomsnittlig årsnederbörd är 1 238 millimeter. Den regnigaste månaden är juli, med i genomsnitt 237 mm nederbörd, och den torraste är januari, med 12 mm nederbörd.